# Ercheia strigipennis
Ercheia strigipennis är en fjärilsart som beskrevs av Moore 1882. Ercheia strigipennis ingår i släktet Ercheia och familjen nattflyn. Inga underarter finns listade i Catalogue of Life.